# Beachlands (Nouvelle-Zélande)
Pour les articles homonymes, voir Beachlands.
Beachlands est une banlieue externe d’Auckland, située dans l’Île du Nord de la Nouvelle-Zélande, sur les rives de l'océan Pacifique.

## Situation
Elle est localisée sur la côte de Pohutukawa Coast, sur l'océan Pacifique, et à proximité de la ville de Maraetai. Elle est limitée au nord par l’île de Waiheke, à l’est par la ville de Maraetai, au sud-est par Clevedon, au sud par Whitford, à l’ouest par Howick. Le terminal du ferry se trouve au niveau de la marina de Pine Harbour qui dépend de la commune de Beachlands

## Population
Les deux zones ont une population combinée de 6 768 habitants selon le recensement de 2013.

## Histoire
La ville de Beachlands fut fondée en 1920, mais son développement a nettement augmenté dans les années 1950, du fait de la popularité de sa plage comme destination pour les vacances. De nombreux migrants anglais et un nombre croissant de Sud-Africains sont venus dans ce secteur dans les années récentes.

## Installations
Les maisons dans l’ancien village de Beachlands sont souvent disposées sur des terrains d’un quart d’acre. Les logements s’étalent du sommet de falaises jusqu’au remblais de la base et parfois plus bas jusqu’aux baches ou cabanons (en).
La taille minimum sur le plan est de 700 m 2 pour une section (pièce de terre), bien que certaines subdivisions furent approuvées durant une brève période, qui vit l’apparition de maisons supplémentaires dans un lot préalable (plus de sections étant données dans une même surface).
Alors qu’elle est connectée à la centrale d’eau d’égouts d’Auckland, chaque propriété collecte ses propres eaux de pluie. Certaines propriétés sont alimentées en eau par un aquifère descendant à partir de la chaîne des collines adjacentes de Maraetai-Brookby. Aucune rivière n’est utilisée localement pour l’eau potable.
La marina de Pine Harbour comprend un service de ferry vers le centre d’Auckland avec 20 départs par jour dans chaque direction du lundi au vendredi.
En 2015, le 570-berth Pine Harbour Marina et quelque 9 hectares de terres associées furent vendues pour la somme de 22 millions de $. Les nouvelles zones de Pine Harbour, Spinnaker Bay et Pony Park contiennent des maisons modernes, généralement avec un jardin plus petit que ceux des anciennes maisons de Beachlands.

## Installations de loisirs
Le Centre sportif de Te Puru, localisé dans Te Puru Park entre Beachlands et Maraetai, est la base pour le Te Puru Keas (club junior), le Club de scouts et d’aventures. Un gymnase, des terrains de tennis, des terrains sportifs et une importante arène indoor fournissent un lieu pour un centre culturel, qui réunit Beachlands et ses environs, en particulier Maraetai dans la communauté de Pohutukawa Coast. Le Centre Te Puru fut initié par un effort local, subventionné et terminé par un fonds de 50 % de l’ancien maire de Manukau City, Sir Barry Curtis (en). Un sentier de randonnée et de cyclisme court entre Maraetai et Beachlands suivant la côte à travers Omana et Te Puru.
Les attractions naturelles dans la zone immédiatement adjacente comprennent : la plage de Sunkist Bay, la plage de Shelly Beach et le rocher Snapper Rock. Le Domaine est un petit parc situé au centre de Beachlands, au coin de Beachlands Road, Sunkist Bay Road et Karaka Road. Au-delà de la côte, Motukaraka Island (aussi connu comme Flat Top Island ou Flat Island) est localisée près de l’entrée de la Marina de Pine Harbour et est accessible à marée basse. C’est une courte promenade à partir de la berge.

## Éducation
Le village a un taux d'expansion notable avec une école, qui a un décile de 10.
Il y a aussi un jardin d’enfants et plusieurs aires de jeux. Il n’y a pas de collège pour des élèves âgés de 13 à 18 ans dans le secteur, mais il y a des bus gratuits permettant l’accès aux écoles telles que le collège d'Howick (en) et collège de Botany Downs (en), ainsi que certaines écoles de caractère particulier telles que le collège chrétien Elim (en), le collège Sancta Maria (en), le collège St Kentigern (en) et la Star of the Sea primary school.

## Personnalités notables
- Pansy Wong (en), homme politique